# Rudyszwałd
Rudyszwałd (cz. Rudyšvald, niem. Ruderswald) – wieś w Polsce, położona w województwie śląskim, w powiecie raciborskim, w gminie Krzyżanowice, nad granicą z Czechami, w środkowej części Bramy Morawskiej. Przez wioskę przepływa potok Bełk, który uchodzi do płynącej nieopodal rzeki Odry.

## Części wsi
| SIMC    | Nazwa    | Rodzaj    |
| ------- | -------- | --------- |
| 0215580 | Rakowiec | część wsi |

## Historia
Miejscowość po raz pierwszy wzmiankowana została w łacińskim dokumencie Liber fundationis episcopatus Vratislaviensis (pol. Księga uposażeń biskupstwa wrocławskiego), spisanej za czasów biskupa Henryka z Wierzbna ok. 1305 w szeregu wsi położonych w okolicy Żor i Wodzisławia (ville circa Zary et Wladislaviam), zobowiązanych do płacenia dziesięciny biskupstwu we Wrocławiu, w postaci item in Rudolfwald debent esse XXIII mansi. Zapis ten oznaczał, że wieś zobowiązana została do płacenia dziesięciny z 23 łanów większych. Jej powstanie wiąże się z przeprowadzaną pod koniec XIII wieku na terytorium późniejszego Górnego Śląska wielką akcją osadniczą (tzw. łanowo-czynszową). Pierwotną nazwę tłumaczy się z niemieckiego jako „Las Rudolfa”, co oprócz pochodzenia pierwszych osadników sugeruje, że las pod wykarczowanie i założenie wsi nadano domniemanemu Rudolfowi, który jednak nie zachował się w żadnych innych źródłach. Pisownia nazwy miejscowości ulegała przez wieku zmianom, np. Rudiswalde, Rudoschwaldt, Rudiswald, Rudosswaldt, Ruderswald. Wieś politycznie znajdowała się początkowo w granicach piastowskiego (polskiego) księstwa raciborskiego, będącego od 1327 lennem Królestwa Czech.
Wiadomo, że szkoła istniała w Rudyszwałdzie już w roku 1676. Po wojnach śląskich znalazła się w granicach Prus. Od 1818 w powiecie raciborskim.
W miejscowości tradycyjnie posługiwano się śląskim dialektem jednak z silnymi wpływami gwar laskich.
W latach 1975–1998 miejscowość administracyjnie należała do województwa katowickiego, zaś do 1975 do województwa opolskiego.

## Komunikacja i transport
W miejscowości znajduje się przystanek kolejowy Rudyszwałd z połączeniami kolejowymi w kierunku Wodzisławia Śląskiego, Raciborza i Bogumina.

## Współczesność
Obecnie w Rudyszwałdzie działają: Ochotnicza Straż Pożarna, koło gospodyń wiejskich, Towarzystwo Społeczno-Kulturalne Niemców Województwa Śląskiego. W 2018 roku otwarto nowy budynek w którym działa OSP oraz świetlica z której mogą korzystać wszystkie organizacje.  
We wsi znajdowało się przedszkole, szkoła podstawowa z klasami I-III, której budynek został zburzony w 2017 roku. Na jego miejscu stworzono parking i plac zabaw.  
Rudyszwałd może być pierwszą od 1951 r. miejscowością w Polsce, której obszar powiększy się dzięki przyłączeniu terenów leżących za granicą. Od 1958 r. w wyniku posadowienia budynków granicznych głównie po polskiej stronie teren dawnej Czechosłowacji powiększył się o blisko 400 ha. Strata ta do roku 2020 nie została skompensowana, choć rozmowy toczyły się już od 1992 r. Polska nie zgodziła się na rekompensatę pieniężną. W ostatnich latach w trakcie polsko-czeskich międzyrządowych konsultacji sprecyzowano, że w ramach zwrotu do Polski może trafić 30 ha z obszaru czeskiej gminy Hať (Hać), graniczącej z Rudyszwałdem.

## Zabytki
Drewniany kościół stał we wsi już w roku 1447, a w 1714 postawiono nowy, również drewniany kościół, który służył do lat 30. XX wieku, kiedy to w latach 1935–1936 zbudowano nową, murowaną świątynię, która należy do parafii rzymskokatolicka pw. Świętej Trójcy
W Rudyszwałdzie stoi kilka kapliczek:
- św. Jana Nepomucena, wybudowana w XIX wieku,
- Najświętszego Serca Pana Jezusa,
- Matki Bożej Wniebowziętej,
- średniowieczny krzyż pokutny typu łacińskiego wykonany z piaskowca.